# Duvärtssläktet
Duvärtssläktet (Cajanus) är ett växtsläkte i familjen ärtväxter med cirka 35 arter.

## Dottertaxa tillCajanus, i alfabetisk ordning[1]
- Cajanus acutifolius
- Cajanus albicans
- Cajanus aromaticus
- Cajanus cajan
- Cajanus cajanifolius
- Cajanus cinereus
- Cajanus confertiflorus
- Cajanus crassicaulis
- Cajanus crassus
- Cajanus elongatus
- Cajanus goensis
- Cajanus grandiflorus
- Cajanus heynei
- Cajanus kerstingii
- Cajanus lanceolatus
- Cajanus lanuginosus
- Cajanus latisepalus
- Cajanus lineatus
- Cajanus mareebensis
- Cajanus marmoratus
- Cajanus mollis
- Cajanus niveus
- Cajanus platycarpus
- Cajanus pubescens
- Cajanus reticulatus
- Cajanus rugosus
- Cajanus scarabaeoides
- Cajanus sericeus
- Cajanus trinervius
- Cajanus villosus
- Cajanus viscidus
- Cajanus volubilis